# ويليام هنري فاندربلت
ويليام هنري فاندربلت (بالإنجليزية: William Henry Vanderbilt)‏ هو رائد أعمال أمريكي، ولد في 8 مايو 1821 في نيو برونزويك في الولايات المتحدة، وتوفي في 8 ديسمبر 1885 في نيويورك في الولايات المتحدة.

## وصلات خارجية
- ويليام هنري فاندربلت على موقع الموسوعة البريطانية (الإنجليزية)
- ويليام هنري فاندربلت على موقع إن إن دي بي (الإنجليزية)